# Taberi River
Der Taberi River ist ein Fluss im Osten von Dominica im Parish Saint David.

## Geographie
Der Taberi River ist ein Quellbach des River Ouayaneri. Er entspringt in einem westlichen Ausläufer des Morne Macaque, im Nationalpark Morne Trois Pitons (weitere Quelle: ⊙, 400 m) und verläuft stetig nach Osten. Er verläuft zeitweise parallel zu Mollock River (N) und River Ouayaneri (S) und mündet zwischen Taberi Estate und Quayaneri Estate in den River Ouayaneri, kurz bevor dieser selbst in den Atlantik mündet. Der Fluss ist ca. 4 km lang. Bevor er in die Küstenebene eintritt, bildet er die Taberi Falls (⊙).